# Dicraeus botriochloae
Dicraeus botriochloae är en tvåvingeart som beskrevs av Nartshuk 1978. Dicraeus botriochloae ingår i släktet Dicraeus och familjen fritflugor. Inga underarter finns listade i Catalogue of Life.